# Налобинский сельсовет
Налобинский сельсовет - сельское поселение в Рыбинском районе Красноярского края.
Административный центр — деревня Налобино.

## История
Статус и границы сельского поселения установлены Законом Красноярского края от 18 февраля 2005 года № 13-3019 «Об установлении границ и наделении соответствующим статусом муниципального образования Рыбинский район и находящихся в его границах иных муниципальных образований»

## Население
| 2010 | 2012 | 2013 | 2014 | 2015 | 2016 | 2017 |
| ---- | ---- | ---- | ---- | ---- | ---- | ---- |
| 578  | ↘576 | ↘562 | ↘543 | ↘527 | ↘522 | ↗528 |

## Состав сельского поселения
В состав сельского поселения входят 4 населённых пункта:
| № | Населённый пункт | Тип населённого пункта          | Население |
| - | ---------------- | ------------------------------- | --------- |
| 1 | Власть Труда     | деревня                         | 20        |
| 2 | Глубоково        | деревня                         | 206       |
| 3 | Налобино         | деревня, административный центр | 347       |
| 4 | Точильное        | деревня                         | 5         |

## Местное самоуправление
Налобинский сельский Совет депутатов
Дата избрания: 14.03.2010. Срок полномочий: 5 лет. Количество депутатов:  7
Глава муниципального образования
- Быков Сергей Викторович. Дата избрания: 14.03.2010. Срок полномочий: 5 лет